# Pygophora nigromaculata
Pygophora nigromaculata är en tvåvingeart som beskrevs av Crosskey 1962. Pygophora nigromaculata ingår i släktet Pygophora och familjen husflugor. Inga underarter finns listade i Catalogue of Life.